# 烏樹林糖廠

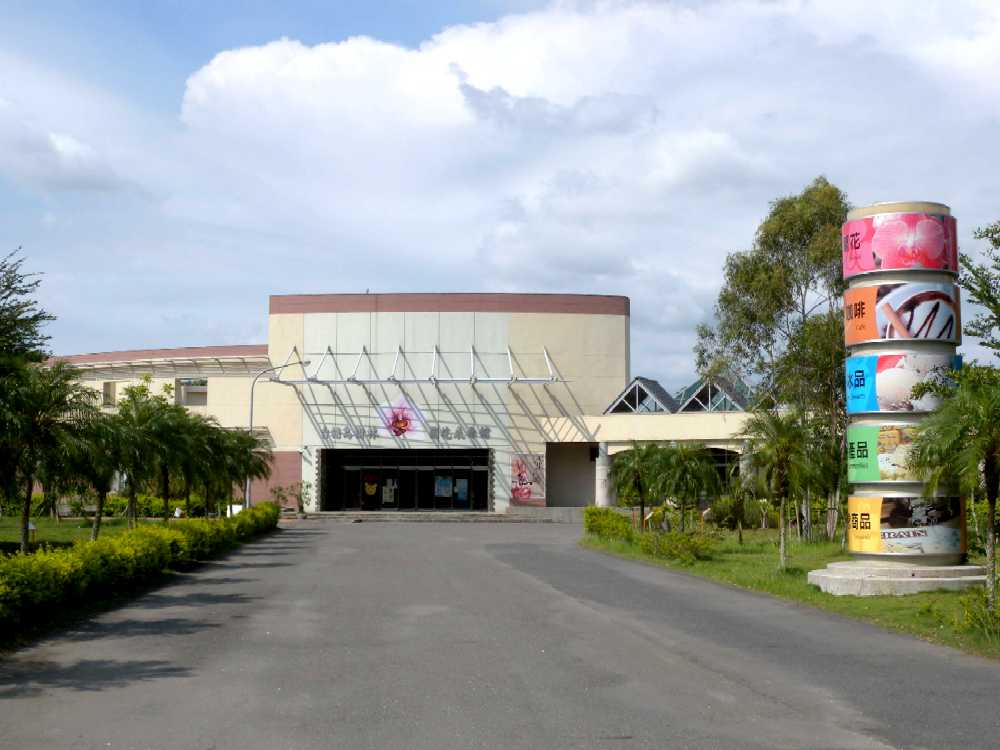
烏樹林蘭花展示館

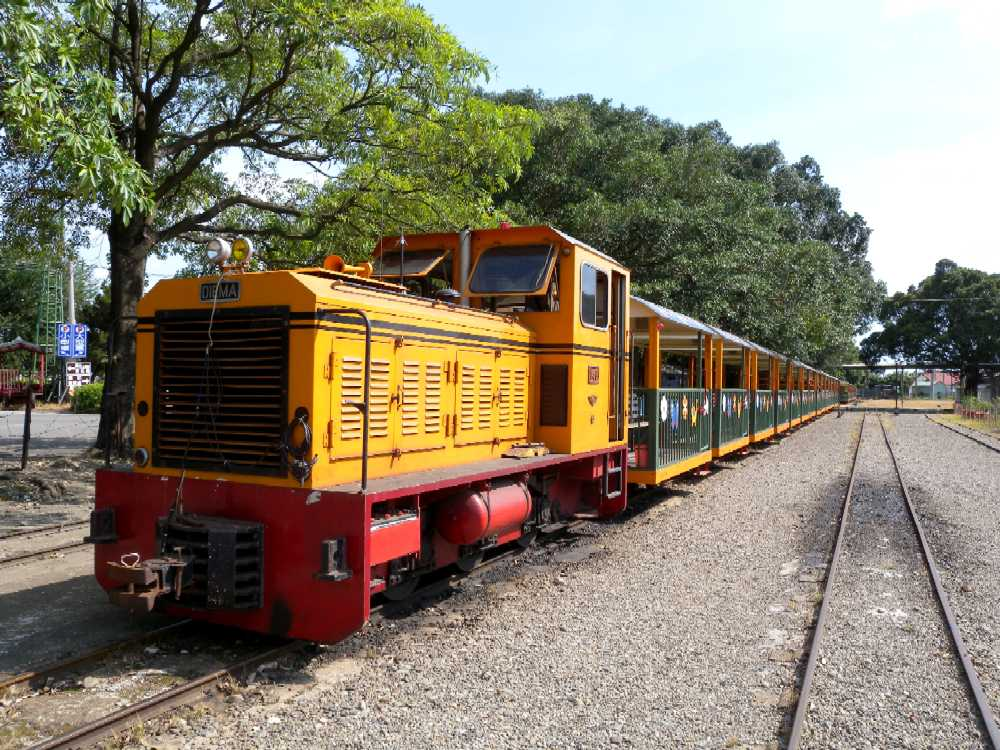
烏樹林休閒園區五分車

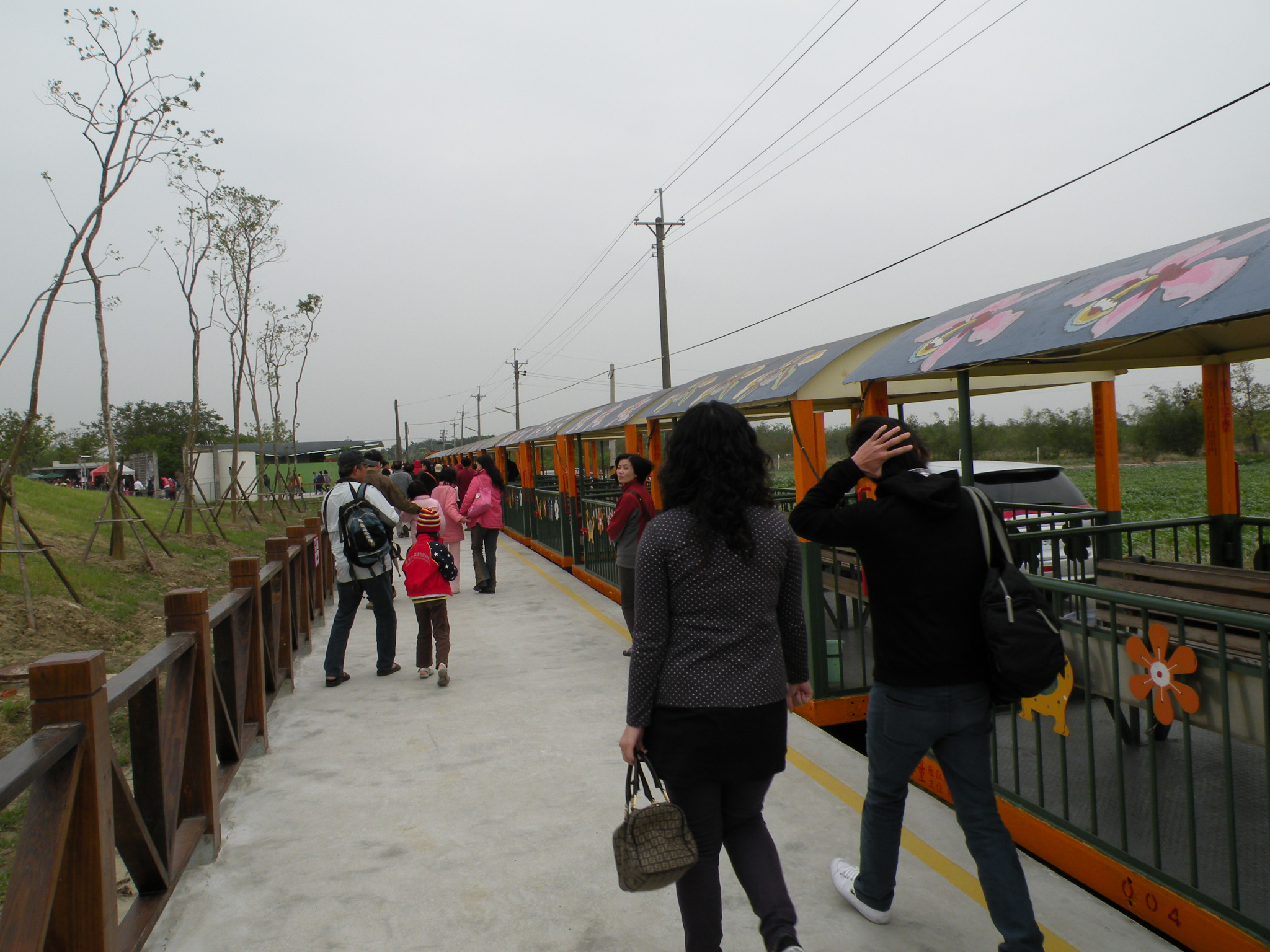
國際蘭展月台位於昔日後壁專用線上

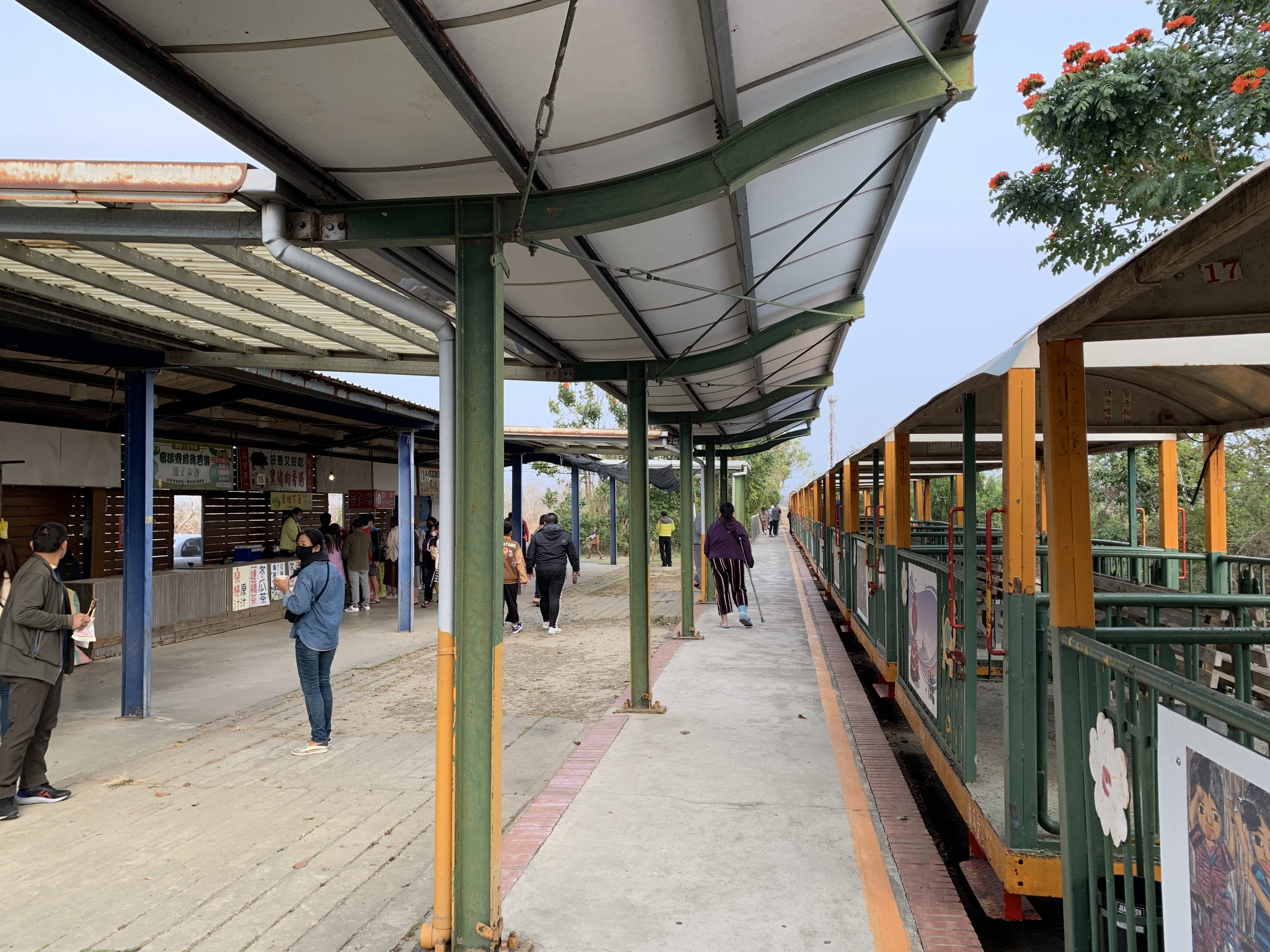
新頂埤車站 （觀光列車終點）

23°19′43″N 120°22′28″E / 23.3284804°N 120.3744980°E烏樹林糖廠是臺灣臺南後壁一座隸屬於台灣糖業公司的製糖工廠。

## 沿革
烏樹林糖廠，舊稱烏樹林製糖所，原隸屬於明治製糖，興建於1911年，每日壓榨甘蔗量為1,600公噸。1983年7月1日，烏樹林糖廠停產關閉並拆除製糖工廠，製糖業務歸併新營總廠。關子嶺採石場，原隸屬於烏樹林糖廠礦務課，於1956年12月改隸台灣糖業公司總公司，於1962年9月1日併入烏樹林糖廠。
1989年中國電視公司八點檔連續劇《鋤頭博士》曾借用烏樹林糖廠作其拍攝場景。

## 現況
烏樹林糖廠廠區，現由台灣糖業公司精緻農業事業部（2003年5月1日成立）蘭花園與休閒遊憩事業部（2004年1月1日成立）烏樹林休閒園區分別使用。

廠區內的烏樹林車站為1946年興建的木造車站，1979年停止客運業務，現今內部展覽各種鐵路文物與糖鐵歷史介紹。
廠區有行駛觀光小火車，自烏樹林車站出發，路線是以台灣糖業鐵路新港東線部分路段整理後營運，終點新頂埤車站以前為原料裝車場，單程時間約15分鐘。臺灣國際蘭展時，觀光小火車改行駛後壁線停靠國際蘭展月台。

## 外部連結
- 台糖全球中文入口網-烏樹林文化園區 （页面存档备份，存于）
- 烏樹林糖廠 - 台灣製糖工廠百年文史地圖 （页面存档备份，存于）
- 台灣國際蘭展 （页面存档备份，存于）